# Yoshito Terakawa
Yoshito Terakawa (jap. 寺川 能人, Terakawa Yoshito; * 6. September 1974 in der Präfektur Hyōgo) ist ein ehemaliger japanischer Fußballspieler.

## Karriere
Terakawa erlernte das Fußballspielen in der Schulmannschaft der Takigawa Daini High School. Seinen ersten Vertrag unterschrieb er 1993 bei den Yokohama Marinos. Der Verein spielte in der höchsten Liga des Landes, der J1 League. Mit dem Verein wurde er 1995 japanischer Meister. Für den Verein absolvierte er 46 Erstligaspiele. 1999 wechselte er zum Ligakonkurrenten JEF United Ichihara. Für den Verein absolvierte er 19 Erstligaspiele. 2000 wechselte er zum Zweitligisten Albirex Niigata. Für den Verein absolvierte er 120 Spiele. 2003 wechselte er zum Erstligisten Ōita Trinita. Für den Verein absolvierte er 30 Erstligaspiele. 2004 wechselte er zum Erstligisten Albirex Niigata. Für den Verein absolvierte er 136 Erstligaspiele. 2009 wechselte er zum Zweitligisten Shonan Bellmare. Am Ende der Saison 2009 stieg der Verein in die J1 League auf. Für den Verein absolvierte er 80 Erstligaspiele. 2011 wechselte er zum Drittligisten FC Ryukyu. Für den Verein absolvierte er 52 Spiele. Ende 2012 beendete er seine Karriere als Fußballspieler.

## Erfolge
Yokohama Marinos
- J1 League

Meister: 1995